# Drnův mlýn
Drnův mlýn (Nový, Na Drnu, Přední Mašek) je zaniklý vodní mlýn v Radotíně, který stál na Radotínském potoce před soutokem s Lochkovským potokem. Původně patřil do katastru obce Lochkov.

## Historie
Vodní mlýn je připomínán roku 1654 v Berní rule, kde je uveden mlynář Bernard Marek se všemi právy a povinnostmi k vrchnosti. Od majitele statku Lochkov rytíře Johanna von Schertzer und Kleinmühl jej  8. května 1771 odkoupil Prokop Mašek za celkovou sumu 2000 zlatých (340 zlatých v hotovosti a 45 zlatých ročního úroku). V Maškově rodině zůstal až do roku 1958, kdy byl zbořen.
Jeden z potomků, Antonín Mašek, zakoupil roku 1904 mlýn v Zadní Kopanině č.p. 7, zvaný Zadní Mašek. V roce 1919 po smrti Emanuela Maška převzal mlýn syn Jan (absolvent gymnasia, mlynářem se vyučil u Kalinů v čp. 39), který u mlýna zřídil pekárnu.
Roku 1958 byl mlýn zbořen a na jeho místě postavena cementárna. Maškovi dostali náhradou rodinný domek v Radotíně.

## Popis
Jednopatrová zděná mlýnice, obytný dům i hospodářské stavby byly uspořádány do dvora, původně průjezdního. K mlýnu vedla voda ze severu náhonem z rybníka, zřízeného jako vodní rezerva. V roce 1930 měl mlýn jedno kolo na svrchní vodu, hltnost 0,149 m³/s, spád 4,74 metru a  výkon 6 HP. Roku 1945 zde byla instalována Francisova turbína od výrobce Josef Kohout, Praha Smíchov, o výkonu 8 HP.